# Brândușa Prelipceanu
Brîndușa Prelipceanu (n. 17 martie 1949, Rădăuți, jud. Suceava – d. 26 aprilie 2002, București), a fost  jurnalistă la Agerpres și Rompres, traducătoare și șefa secției Translație Franceză a Agenției Naționale de Presă Rompres.

## Traduceri în și din limba franceză
1974 – La Grande Assemblée Nationale de la République Socialiste de Roumanie. Bref aperçu; în colaborare; primul tipărit în limba franceză.
1975 – Entre nous – le temps/Între noi – timpul (versuri), de Adela Popescu.
1977 – La voie des roumains vers l’indépendance, de Leonid Boicu și Gheorghe Platon (Editura Științifică și Enciclopedică).
1980 – La défense nationale dans la pensée roumaine; în colaborare (Editura Militară).
1983 – La Transylvanie – ancienne terre roumaine, de Ilie Ceaușescu (Editura Militară).
1984 – Alexandru cel Bun, domn al Moldovei (înainte de 1400 – 1432) (în limba franceză), de Constantin Cihodaru (Editura Științifică și Enciclopedică).
1986 – 200 jours plus tôt. La Seconde Guerre mondiale écourtée grâce à la Roumanie,
de Ilie Ceaușescu, Florin Constantiniu, Mihail E. Ionescu (editura Groeninghe drukkerij, Bruxelles, Belgia).
1988 – La Transylvanie – ancienne terre roumaine, de Ilie Ceaușescu, ediția a II-a (editura Groeninghe drukkerij, Bruxelles, Belgia).
1990 – Cronica însângerată a Bucureștiului în revoluție. Libertate, te iubim, ori învingem, ori murim! (album; în limba franceză) („Tineretul Liber”).
1991 – Economia mondială, de Denis Auvers; prima traducere din limba franceză publicată (editura Humanitas).
– Roumanie: aperçu géographique, de Dan Balteanu (Editura Enciclopedică).
– traduce și redactează versiunea franceză a Buletinului ARPress, editat de cotidianul „România liberă”.
1994 – Le cadre législatif et institutionnel pour les minorités nationales de Roumanie; în colaborare (Institutul român pentru drepturile omului).
– Petru cel Mare, de Henri Troyat (roman istoric) (editura Humanitas).
– revista „Arhivele totalitarismului”, nr. 13-14 ([n limba franceză); în colaborare.
1995 – Sacrul și profanul, de Mircea Eliade (editura Humanitas). Arhivat în 6 septembrie 2007, la Wayback Machine.
– Bucarest, les années '30 (CD) (NOI Media Print & D.O.R.
1996 – România. Evoluție în timp și spațiu (album comentat;în limba franceză) (Editura Enciclopedic`).
1997 – Șamanismul și tehnicile arhaice ale extazului, de Mircea Eliade; în colaborare cu Cezar Baltag (editura Humanitas).
1998 – Cartea neagră a comunismului. Crime, teroare, represiune; în coloaborare (editura Humanitas).
– La început a fost cuvântul. Manualul Agenției France Presse, vol. I (editura Fundației „Rompres”).
– Nicolae Grigorescu (CD) (NOI Media Print & D.O.R. Kunsthande).
– Le vieux Bucarest (în limba franceză) (CD) (NOI Media Print & D.O.R.
1999 – redactează versiunea franceză a albumului comentat bilingv  Trei zile dintr-un mileniu. Vizita Papei Ioan Paul al II-lea în România (editura Fundației „Rompres”).
– Bucarest – la belle époque (CD) (NOI Media Print & D.O.R. Kunsthande).
– Monastères de Roumanie (CD) (NOI Media Print & D.O.R. Kunsthande).
– Le Pape Jean Paul II bénit la Roumanie (album) (Grupul de presă pentru străinătate „România”).
– Cercul mincinoșilor. Povești filozofice din toată lumea, de Jean-Claude Carrière (editura Humanitas).("Îl suspectez de Carrière de un simț livresc al povestitului mai mare decît pare dispus să și-l recunoască. Provenit din simpla coloratură stilistică a cărții, exemplar și uluitor de egală, superb tălmăcită de Brândușa Prelipceanu. Există o limbă a poveștilor, un grai în care se rostesc basmele, acesta este mesajul răspicat al autorului. Pentru că, făcînd un mic experiment, și anume citindu-le unor prieteni cîteva dintre aceste povești cu glas tare, mi-am dat seama că vocea mea își caută, indiferent de cultura din care provenea povestea, invariabil același ton, că încerc să găsesc un fel de blîndețe și totodată un umor pe care să le vocalizez. Nu e opțiunea mea actoricească, niciodată nu m-am priceput la așa ceva, ci un îndemn clar pe care ți-l face textul. Meritul traducătoarei e neprețuit, din acest punct de vedere." – Andreea Deciu, Povesti pentru cei mari, în "România literară", nr. 42/1999)
– Lupul albastru. Povestea lui Genghis-han (roman istoric), de Yasushi Inoue (editura Humanitas).
– Cum să-ți interpretezi visele. Dicționar de simboluri onirice, de Marie Coupal (editura Humanitas).
2000 – Sacrul și profanul, de Mircea Eliade, ediția a II-a (editura Humanitas). Arhivat în 6 septembrie 2007, la Wayback Machine.
– După 40 de ani. Cartea femeii fără prejudecăți, de Josette Rousselet-Blanc și Marianne Buhler (editura Humanitas).
– Farmecul discret al adulterului. Scenariile infidelității, de Jacqueline Raoul-Duval (editura Humanitas).
– George Apostu. 1934-1986, album comentat bilingv, cu traduceri din și în limba franceză.
– Roumanie. Aperçu encyclopédique (editura Meronia).
– Le café de Monsieur le Ministre de Horia Gârbea, și Moi, quand je veux siffler, je siffle… de Andreea Vălean (piese de teatru); în vol. Après la censure. Nouvelles pièces roumanie des années 90, publicat de UNITER.
2001 – Învierea lui Mozart (roman), de Nina Berberova (editura Humanitas).
2002 – Națiuni și naționalisme (editura Corint).
– Bebelușul este o persoană. Povestea minunată a nou-născutului, de Bernard Martino (editura Humanitas).
– traduce pentru TVR2 comentariul filmelor documentare Ochi de foc, Ultimul cămin, Vânătorul de meteoriți, Noua cortină de fier, Lourdes: credința care vindecă, O lume aparte și Singuri pe lume, difuzate în același an.
2003 – Lupul albastru. Povestea lui Genghis-han (roman istoric), de Yasushi Inoue, ediția a II-a (editura Humanitas).
– Cercul mincinoșilor. Povești filozofice din toată lumea, de Jean-Claude Carrière, ediția a II-a (editura Humanitas).
2004 – După 40 de ani. Cartea femeii fără prejudecăți, de Josette Raousselet-Blanc și Marianne Buhler, ediția a II-a (editura Humanitas).
– Între înger și fiară, de Lucian Boia (editura Humanitas) (împreună cu Lucian Boia).
2005 – Sacrul și profanul, de Mircea Eliade, ediția a III-a (editura Humanitas). Arhivat în 6 septembrie 2007, la Wayback Machine.
2006 – Cercul mincinoșilor. Povești filozofice din toată lumea, de Jean-Claude Carrière, ediția a III-a (editura Humanitas).
2007 – Învierea lui Mozart (roman), de Nina Berberova, ediția a II-a (editura Humanitas).
2010 – Cercul mincinoșilor. Povești filozofice din toată lumea, de Jean-Claude Carrière, ediția a IV-a (editura Humanitas).
– Cercul mincinoșilor. Povești filozofice din toată lumea, de Jean-Claude Carrière, selecție pe CD în lectura lui Valentin Uritescu (Humanitas Multimedia).
2011 – Între înger și fiară, de Lucian Boia, ediția a II-a (editura Humanitas) (împreună cu Lucian Boia).
2013 – Cercul mincinoșilor. Cele mai frumoase povești filozofice din lumea întreagă, de Jean-Claude Carrière (editura Humanitas) (împreună cu Alexandru Marcu).
2013 – Sacrul și profanul, de Mircea Eliade, ediția a IV-a (editura Humanitas).